# Nerine sarniensis
La raquel o azucena de Guernsey (Nerine sarniensis) es una especie herbácea, perenne y bulbosa nativa del sudoeste de la Provincia de El Cabo (Sudáfrica) y perteneciente a la Familia Amaryllidaceae. Es una especie de hoja caduca que pertenece al pequeño grupo de especies de Nerine que vegeta durante el otoño, el invierno y la primavera y permanece en reposo durante el verano. Florece en otoño, poco antes de producir las hojas.

## Origen del nombre
Se considera a Nerine sarniensis como uno de los más bellos exponentes del género Nerine. Incluso, el nombre de la especie tiene una historia muy colorida. El nombre cómún en inglés de esta especie se puede traducir como "Lirio de Guernsey" (una de las islas del Canal de la Mancha).  Cuenta la historia que un barco que llevaba cajas con bulbos de esta especie con destino a Holanda naufragó cerca de estas islas. De algún modo las cajas llegaron a la Isla de Guernsey y los bulbos lograron establecerse y multiplicarse en sus costas. De hecho, en los tiempos de Linneo se consideraba -erróneamente- que esta especie era endémica de la isla de Guernsey (="Sarnia") y por eso se la denominó Nerine sarniensis, o sea, "el Nerine de la Isla de Sarnia".

## Descripción
Los bulbos comienzan el crecimiento activo a principios del otoño con la emergencia de los pimpollos florales, seguidos más tarde por las hojas.
Las espectaculares flores son fáciles de reconocer: los 6 tépalos, relativamente anchos, irradian hacia afuera en todas direcciones y son fuertemente recurvados.  La inflorescencia lleva entre 7 a 15 flores en la extremidad de un escapo áfilo de 30 a 45 cm de altura. Los 6 estambres de cada flor son erectos y muy evidentes debido a que los tépalos son recurvados. El color de las flores va del rojo escarlata al rosa pálido e, incluso, hay una variedad de flores blancas.
Las flores de las variedades rojas de esta especie son polinizadas en la naturaleza por la mariposa Meneris tulbaghia.
Las hojas de Nerine sarniensis varían marcadamente de color según la variedad, desde el verde claro al verde oscuro y hasta el verde grisáceo. Hacia finales de la primavera, cuando la temperatura comienza a elevarse, las hojas comienzan a ponerse amarillas y se secan mientras que los bulbos inician el largo período de dormición del verano.

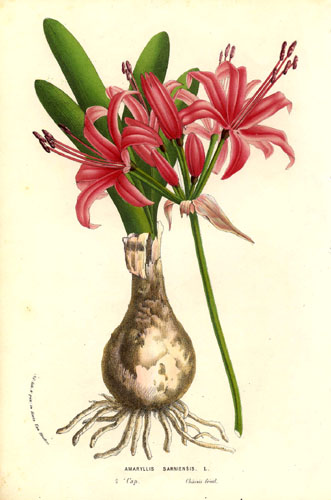
Nerine sarniensis, inflorescencia, hojas y bulbo.

## Cultivo
Nerine sarniensis se cultiva fácilmente en un medio de muy buen drenaje. Los bulbos se plantan con el cuello exousto por fuera del nivel del suelo. Necesita un lugar con sol por lo menos durante la mitad del día durante el invierno. Los bulbos no resisten la humedad durante el período de reposo, por lo que se debe suspender el riego durante el verano. No se recomienda el uso de fertilizantes durante el período de crecimiento activo ya que los mismos favorecen el desarrollo de la parte vegetativa en desmedro de las flores.

## Propagación
La propagación se realiza mediante semillas o por los bulbillos que crecen al lado del bulbo original. Las semillas deben sembrarse en un medio arenoso tan pronto como se las cosecha de la cápsula. Las plantas obtenidas desde semillas florecen por primera vez en su tercera o cuarta estación de crecimiento.
Los bulbillos deben separarse del bulbo original a principios del otoño y deben plantarse inmediatamente para evitar que se desequen sus raíces.

## Taxonomía
Nerine sarniensis fue descrita por  (Linneo) Herb. y publicado en Botanical Magazine 47: t. 2124. 1820.
Etimología
Nerine: nombre genérico que proviene de la mitología griega, donde Nerine era una ninfa del mar, protectora de los marinos y de sus navíos. Cuando William Herbert escogió el nombre de esta ninfa para nombrar a la primera especie del género (Nerine sarniensis) hizo alusión a la historia que cuenta como esta especie sudafricana llegó a la Isla de Guernsey en el Canal de La Mancha. Se dice que un barco que llevaba cajas con bulbos de esta especie con destino a Holanda naufragó cerca de estas islas. De algún modo las cajas llegaron a la Isla de Guernsey y los bulbos lograron establecerse y multiplicarse en sus costas.
sarniensis: epíteto geográfico que alude a la "Isla de Sarnia", nombre romano para la isla de Guernsey.
Sinonimia
| - Amaryllis corusca Ker Gawl. - Amaryllis curvifolia Jacq. - Amaryllis dubia Houtt. - Amaryllis fothergilii Poir. - Amaryllis fothergillia Andrews - Amaryllis jacquinii Tratt. - Amaryllis pulchra Salisb. - Amaryllis sarniensis L. - Amaryllis venusta Ker Gawl. - Galatea rosea Herb. - Galatea sarniensis (L.) Herb. ex Steud. - Haemanthus sarniensis (L.) Thunb. - Imhofia corusca (Ker Gawl.) Salisb. - Imhofia curvifolia (Jacq.) Kuntze - Imhofia glauca Salisb. - Imhofia moorei (Leichtlin) Kuntze - Imhofia sarniensis (L.) Salisb. - Imhofia venusta (Ker Gawl.) Salisb. - Lilium sarniense (L.) Curtis - Nerine cochinchinensis M.Roem. - Nerine corusca (Ker Gawl.) Herb. - Nerine curvifolia (Jacq.) Herb. | - Nerine curvifolia var. fothergilii (Poir.) Baker - Nerine fothergilii var. major Fitzh. - Nerine fothergillii (Poir.) M.Roem. - Nerine insignis Leichtlin - Nerine jacquinii (Tratt.) M.Roem. - Nerine moorei Leichtlin - Nerine plantii (Baker) auct. - Nerine profusa Baker - Nerine rosea Herb. - Nerine sarniensis var. alba Traub - Nerine sarniensis var. corusca (Ker Gawl.) Baker - Nerine sarniensis var. curvifolia (Jacq.) Traub - Nerine sarniensis forma curvifolia (Jacq.) Traub - Nerine sarniensis forma fothergilii (Poir.) Traub - Nerine sarniensis var. moorei (Leichtlin) Traub - Nerine sarniensis var. plantii Baker - Nerine sarniensis var. profusa Baker - Nerine sarniensis var. rosea (Herb.) Baker - Nerine sarniensis var. venusta (Ker Gawl.) Baker - Nerine venusta (Ker Gawl.) Herb. - Nerine venusta var. minor Herb. - Nerine venusta var. sarniensis (L.) Herb |